# Łukówka (przystanek kolejowy)
Łukówka (ukr. Луківка) – przystanek kolejowy w miejscowości Łukówka, w rejonie kowelskim, w obwodzie wołyńskim, na Ukrainie. Położony jest na linii Sarny – Kowel.